# Jan Bruyn
Jannes Albert (Jan) Bruyn (Den Haag, 9 oktober 1948) is een Nederlands roeier. Hij nam eenmaal deel aan de Olympische Spelen, maar won bij die gelegenheid geen medailles.
In 1972 maakte Bruyn als roeier op 23-jarige leeftijd zijn olympisch debuut op de Olympische Spelen van 1972 in München. Samen met zijn landgenoot Paul Veenemans nam hij deel aan de dubbeltwee. De roeiwedstrijden werden gehouden op de nieuwe roeiaccommodatie bij Oberschleißheim. In de 3e serie van de eliminaties werden ze tweede, in de 2e herkansing werden ze tweede en in de 1e halve finale werden ze vierde. Hierdoor moesten ze genoegen nemen met een plek in de kleine finale. Deze finale wonnen ze in 7.07,25 en ze eindigden zodoende op een zevende plaats.
Twee jaar later, in 1974, haalde Bruyn zilver op het WK in Luzern in de lichte vier zonder stuurman.
In zijn actieve tijd was hij lid van de Rotterdamse studentenroeivereniging Skadi.

## Palmares

### roeien (dubbeltwee)
- 1972: 7e OS - 7.07,25

### roeien (lichte vier zonder)
- 1974:  WK in Luzern - 6.43,26

Paul Veenemans · 
Jan Bruyn